# Liste der größten Städte in Mecklenburg-Vorpommern
Die Liste der größten Städte in Mecklenburg-Vorpommern umfasst die 25 größten Städte im deutschen Land Mecklenburg-Vorpommern nach ihrer Einwohnerzahl. Grundlage sind die amtlichen Einwohnerzahlen des Statistischen Landesamtes.
| Stadt             | Wappen                               | Landkreis                   | erstmals erwähnt | Stadtrecht seit | Fläche in km² | Einwohner Stand 31. Dezember 2023 | Bilder                                                                                           |
| ----------------- | ------------------------------------ | --------------------------- | ---------------- | --------------- | ------------- | --------------------------------- | ------------------------------------------------------------------------------------------------ |
| Rostock           | Wappen der Hansestadt Rostock        | Kreisfreie Stadt            | 1161             | 1218            | 181,36        | 204.948                           | Rostock-Warnemünde – Strand, Leuchtturm und Teepott                                              |
| Schwerin          | Wappen der Landeshauptstadt Schwerin | Kreisfreie Stadt            | 1018             | 1160            | 130,52        | 97.850                            | Schweriner Schloss, Sitz des Landtages von Mecklenburg-Vorpommern                                |
| Neubrandenburg    | Wappen der Stadt Neubrandenburg      | Mecklenburgische Seenplatte | 1248             | 1248            | 86,12         | 60.908                            | Neubrandenburg im Morgennebel, von Caspar David Friedrich                                        |
| Greifswald        | Wappen der Hansestadt Greifswald     | Vorpommern-Greifswald       | 1241             | 1250            | 50,81         | 56.252                            | Ernst-Moritz-Arndt-Universität Greifswald                                                        |
| Stralsund         | Wappen der Hansestadt Stralsund      | Vorpommern-Rügen            | 1234             | 1234            | 54,59         | 54.128                            | Silhouette von Stralsund mit Strelasund                                                          |
| Wismar            | Wappen der Hansestadt Wismar         | Nordwestmecklenburg         | 1147             | 1226            | 41,72         | 43.467                            | Die Wasserkunst (links im Hintergrund das 1817–1819 erbaute Rathaus und das Reuterhaus am Markt) |
| Güstrow           | Wappen der Stadt Güstrow             | Rostock                     | 1222             | 1228            | 71,09         | 28.936                            | Schloss Güstrow                                                                                  |
| Waren (Müritz)    | Wappen der Stadt Waren (Müritz)      | Mecklenburgische Seenplatte | 1260             | 1260            | 159,46        | 20.316                            | Müritz Sail in Waren                                                                             |
| Neustrelitz       | Wappen der Stadt Neustrelitz         | Mecklenburgische Seenplatte | 1733             | 1733            | 139,89        | 20.032                            | Schlosskirche Neustrelitz                                                                        |
| Parchim           | Wappen der Stadt Parchim             | Ludwigslust-Parchim         | 1170             | 1226            | 124,81        | 18.186                            | Postamt Parchim                                                                                  |
| Ribnitz-Damgarten | Wappen der Stadt Ribnitz-Damgarten   | Vorpommern-Rügen            | 1950             | 1950            | 122,83        | 15.241                            | Rostocker Tor und Marienkirche in Ribnitz                                                        |
| Bergen auf Rügen  | Wappen der Stadt Bergen auf Rügen    | Vorpommern-Rügen            | 1314             | 1613            | 51,49         | 13.649                            | Bergens ältestes Fachwerkhaus am Markt, im Hintergrund die St. Marienkirche                      |
| Bad Doberan       | Wappen der Stadt Bad Doberan         | Rostock                     | 1177             | 1879            | 32,85         | 13.108                            | Das Doberaner Münster                                                                            |
| Ludwigslust       | Wappen der Stadt Ludwigslust         | Ludwigslust-Parchim         | 1754             | 1876            | 78,64         | 12.134                            | Das Ludwigsluster Schloss                                                                        |
| Hagenow           | Wappen der Stadt Hagenow             | Ludwigslust-Parchim         | 1190             | 1754            | 67,54         | 12.031                            | Die Altstadt und Stadtkirche in Hagenow                                                          |
| Anklam            | Wappen der Stadt Anklam              | Vorpommern-Greifswald       | 1243             | 1264            | 56,68         | 11.965                            | Peene und Anklamer Hafen                                                                         |
| Boizenburg/Elbe   | Wappen der Stadt Boizenburg/Elbe     | Ludwigslust-Parchim         | 1158             | 1267            | 47,42         | 11.087                            | Graben um die Boizenburger Innenstadt                                                            |
| Wolgast           | Wappen der Stadt Wolgast             | Vorpommern-Greifswald       | 1123             | 1257            | 61,73         | 11.047                            | Peenebrücke in Wolgast                                                                           |
| Grevesmühlen      | Wappen der Stadt Grevesmühlen        | Nordwestmecklenburg         | 1226             | 1261            | 52,38         | 10.252                            | Windmühle Grevesmühlen                                                                           |
| Pasewalk          | Wappen der Stadt Pasewalk            | Vorpommern-Greifswald       | 1121             | 1251            | 55,21         | 9.689                             | Amtsgericht von Pasewalk                                                                         |
| Demmin            | Wappen der Stadt Demmin              | Mecklenburgische Seenplatte | 1070             | 1236            | 82,06         | 9.567                             | Hafen und Kahldenbrücke über die Peene                                                           |
| Grimmen           | Wappen der Stadt Grimmen             | Vorpommern-Rügen            | 1267             | 1287            | 50,51         | 9.148                             | Der Grimmener Wasserturm                                                                         |
| Sassnitz          | Wappen der Stadt Sassnitz            | Vorpommern-Rügen            | 1906             | 1957            | 47,41         | 9.040                             | Hängebrücke zum Sassnitzer Hafen                                                                 |
| Torgelow          | Wappen der Stadt Torgelow            | Vorpommern-Greifswald       | 1281             | 1945            | 72,19         | 9.013                             | Luftaufnahme von Torgelow                                                                        |
| Ueckermünde       | Wappen der Stadt Ueckermünde         | Vorpommern-Greifswald       |                  |                 | 85,87         | 8.871                             | Altes und neues Bollwerk                                                                         |